# Liste der Mitglieder des Bayerischen Landtags (10. Wahlperiode)
Diese Liste gibt einen Überblick über alle Mitglieder des Bayerischen Landtags in der 10. Wahlperiode (22. Oktober 1982 bis 24. Juli 1986).

## Abgeordnete
| Name                                           | Lebens- daten | Partei | Stimmkreis / Wahlkreis                   | Anmerkungen                                                                            |
| ---------------------------------------------- | ------------- | ------ | ---------------------------------------- | -------------------------------------------------------------------------------------- |
| Nikolaus Asenbeck                              | 1930–2021     | CSU    | Mühldorf                                 |                                                                                        |
| Arthur Auer                                    | 1932–2020     | CSU    | Niederbayern                             | nachgerückt am 3. Januar 1986 für Ludwig Meyer                                         |
| Friedrich Bauereisen junior                    | 1927–2006     | CSU    | Ansbach-Süd                              |                                                                                        |
| Wilhelm Baumann                                | 1925–2015     | CSU    | Schweinfurt-Nord                         |                                                                                        |
| Adolf Beck                                     | 1938–2009     | CSU    | Regensburg-Land                          |                                                                                        |
| Günther Beckstein                              | 1943          | CSU    | Mittelfranken                            |                                                                                        |
| Otto Benner                                    | 1929–2011     | SPD    | Oberpfalz                                |                                                                                        |
| Mathilde Berghofer-Weichner                    | 1931–2008     | CSU    | Starnberg                                | Staatssekretärin                                                                       |
| Elisabeth Biebl                                | 1928–2019     | CSU    | Oberbayern                               |                                                                                        |
| Jürgen Böddrich                                | 1933          | SPD    | München-Milbertshofen                    |                                                                                        |
| Johann Böhm                                    | 1937          | CSU    | Rhön                                     |                                                                                        |
| Alfred Börner                                  | 1926–2009     | SPD    | Oberfranken                              |                                                                                        |
| Max Brandl                                     | 1938          | SPD    | Niederbayern                             |                                                                                        |
| Alfons Braun                                   | 1940          | SPD    | Schwaben                                 | ausgeschieden am 1. Juni 1984                                                          |
| Konrad Breitrainer                             | 1933          | CSU    | Oberbayern                               |                                                                                        |
| Franz Brosch                                   | 1949          | CSU    | Kitzingen                                |                                                                                        |
| Ria Burkei                                     | 1935–2010     | SPD    | Oberbayern                               |                                                                                        |
| Wolfgang Dandorfer                             | 1949–2023     | CSU    | Amberg-Süd                               |                                                                                        |
| Rudi Daum                                      | 1925–2019     | CSU    | Kronach                                  |                                                                                        |
| Alfred Dick                                    | 1927–2005     | CSU    | Straubing                                | Staatsminister                                                                         |
| Paul Diethei                                   | 1925–1997     | CSU    | Kempten                                  |                                                                                        |
| Anton Dobmeier                                 | 1921–2011     | CSU    | Nürnberger Land                          |                                                                                        |
| Walter Dorsch                                  | 1922–1989     | SPD    | Fürth-Stadt                              |                                                                                        |
| Manfred Dumann                                 | 1936          | CSU    | Oberbayern                               |                                                                                        |
| Hans Eisenmann                                 | 1923–1987     | CSU    | Pfaffenhofen                             | Staatsminister                                                                         |
| Karl Theodor Engelhardt                        | 1926–1988     | SPD    | Schwaben                                 |                                                                                        |
| Walter Engelhardt                              | 1939–2022     | SPD    | Oberfranken                              |                                                                                        |
| Walter Eykmann                                 | 1937          | CSU    | Würzburg-Stadt                           |                                                                                        |
| Herbert Falk                                   | 1929–1994     | CSU    | Amberg-Nord                              |                                                                                        |
| Max Falter                                     | 1937–2006     | SPD    | Oberbayern                               |                                                                                        |
| Georg Fendt                                    | 1926–2008     | CSU    | Aichach                                  |                                                                                        |
| Josef Feneberg                                 | 1923–2011     | CSU    | Schwaben                                 |                                                                                        |
| Günter Fichtner                                | 1935–2017     | SPD    | Mittelfranken                            |                                                                                        |
| Georg Fickler                                  | 1937–2025     | CSU    | Schwaben                                 |                                                                                        |
| Anneliese Fischer                              | 1925–2020     | CSU    | Oberfranken                              | nachgerückt am 19. Juli 1984 für Herbert Hofmann                                       |
| Max Fischer                                    | 1927–2015     | CSU    | Cham                                     | Staatssekretär                                                                         |
| Gerhard Frank                                  | 1929–2020     | CSU    | Oberbayern                               | nachgerückt am 24. Mai 1983 für den verstorbenen Rudolf Gütlein                        |
| Herbert Franz                                  | 1936          | SPD    | Unterfranken                             |                                                                                        |
| Dietmar Franzke                                | 1941–2023     | SPD    | Niederbayern                             |                                                                                        |
| Karl Freller                                   | 1956          | CSU    | Mittelfranken                            |                                                                                        |
| Friedrich Karl Fröhlich                        | 1930–2001     | SPD    | Schwaben                                 |                                                                                        |
| Peter Paul Gantzer                             | 1938          | SPD    | Oberbayern                               |                                                                                        |
| Wilhelm Gastinger                              | 1929–2021     | CSU    | Regensburg-Stadt                         |                                                                                        |
| Manfred Gausmann                               | 1939–2015     | SPD    | Niederbayern                             |                                                                                        |
| Kurt Gebhardt                                  | 1929–1997     | SPD    | Wunsiedel                                |                                                                                        |
| Norbert Geis                                   | 1939          | CSU    | Unterfranken                             |                                                                                        |
| Fritz Geisperger                               | 1931–2024     | SPD    | Niederbayern                             |                                                                                        |
| Maria Geiss-Wittmann                           | 1934          | CSU    | Oberpfalz                                |                                                                                        |
| Helmut Geys                                    | 1927–2012     | SPD    | Oberbayern                               |                                                                                        |
| Alois Glück                                    | 1940–2024     | CSU    | Traunstein                               |                                                                                        |
| Gebhard Glück                                  | 1930–2009     | CSU    | Passau-Ost                               | Staatssekretär (ab 1984)                                                               |
| Thomas Goppel                                  | 1947          | CSU    | Landsberg am Lech, Fürstenfeldbruck-West |                                                                                        |
| Dieter Görlitz                                 | 1937          | CSU    | Deggendorf                               | ausgeschieden am 31. Oktober 1983                                                      |
| Franz Götz                                     | 1945          | SPD    | Oberbayern                               |                                                                                        |
| Georg Graßl                                    | 1926–1995     | CSU    | Oberbayern                               |                                                                                        |
| Walter Grossmann                               | 1927–2007     | CSU    | Lichtenfels                              |                                                                                        |
| Franz Gruber                                   | 1935–2021     | CSU    | Oberpfalz                                |                                                                                        |
| Richard Gürteler                               | 1936–2000     | CSU    | Ebersberg                                |                                                                                        |
| Rudolf Gütlein                                 | 1926–1983     | CSU    | München-Ramersdorf                       | † 15. Mai 1983                                                                         |
| Gerda-Maria Haas                               | 1942          | SPD    | Nürnberg-Süd                             |                                                                                        |
| Christa Harrer                                 | 1940          | SPD    | Oberbayern                               |                                                                                        |
| Fritz Harrer                                   | 1930–2019     | CSU    | Altötting                                | ausgeschieden am 1. Juli 1984                                                          |
| Eduard Hartmann                                | 1940          | SPD    | Schwaben                                 |                                                                                        |
| Martin Haushofer                               | 1936–1994     | CSU    | Oberbayern                               | nachgerückt am 2. Juli 1984 für Friedrich Harrer                                       |
| Karl Häußler                                   | 1930          | CSU    | Neu-Ulm                                  |                                                                                        |
| Max von Heckel                                 | 1935          | SPD    | München-Laim                             |                                                                                        |
| Josef Heiler                                   | 1920–2009     | CSU    | Rosenheim-West                           |                                                                                        |
| Horst Heinrich                                 | 1938–2002     | SPD    | Schwaben                                 |                                                                                        |
| Franz Heubl                                    | 1924–2001     | CSU    | Lindau                                   | Landtagspräsident                                                                      |
| Karl-Heinz Hiersemann                          | 1944–1998     | SPD    | Mittelfranken                            |                                                                                        |
| Karl Hillermeier                               | 1922–2011     | CSU    | Neustadt                                 | Staatsminister                                                                         |
| Herbert Hofmann                                | 1936–2014     | CSU    | Kulmbach                                 | ausgeschieden am 18. Juli 1984                                                         |
| Walter Hofmann                                 | 1939          | CSU    | Forchheim                                |                                                                                        |
| Werner Hollwich                                | 1929–2013     | SPD    | Unterfranken                             |                                                                                        |
| Hans Hölzl                                     | 1924–2005     | SPD    | Oberpfalz                                |                                                                                        |
| Manfred Hölzl                                  | 1941–2003     | CSU    | Oberbayern                               |                                                                                        |
| Erwin Huber                                    | 1946          | CSU    | Niederbayern                             |                                                                                        |
| Herbert Huber                                  | 1935–2016     | CSU    | Landshut                                 |                                                                                        |
| Herbert Huber                                  | 1930–1997     | CSU    | Dachau                                   |                                                                                        |
| Manfred Humbs                                  | 1926–2000     | CSU    | Schwandorf                               |                                                                                        |
| Richard Hundhammer                             | 1927–2012     | CSU    | Oberbayern                               |                                                                                        |
| Franz Ihle                                     | 1933–2021     | CSU    | Schwaben                                 | nachgerückt am 26. September 1984 für Rudolf Kluger                                    |
| Anton Jaumann                                  | 1927–1994     | CSU    | Donau-Ries                               | Staatsminister                                                                         |
| Manfred Jena                                   | 1948–2025     | SPD    | Oberbayern                               |                                                                                        |
| Hedda Jungfer                                  | 1940          | SPD    | München-Nymphenburg                      |                                                                                        |
| Heinz Kaiser                                   | 1941          | SPD    | Unterfranken                             |                                                                                        |
| Willi Kaiser                                   | 1932–2017     | SPD    | Oberfranken                              |                                                                                        |
| Bartholomäus Kalb                              | 1949          | CSU    | Niederbayern                             |                                                                                        |
| Bertold Kamm                                   | 1926–2016     | SPD    | Mittelfranken                            | Landtagsvizepräsident                                                                  |
| Norbert Kellnberger                            | 1928–1986     | CSU    | Oberbayern                               | nachgerückt am 18. Juli 1984 für Rudolph Keßler, † 26. Juli 1986                       |
| Herbert Kempfler                               | 1931          | CSU    | Rottal-Inn                               |                                                                                        |
| Richard Keßler                                 | 1940–2016     | CSU    | Neuburg                                  | ausgeschieden am 17. Juli 1984                                                         |
| Sepp Klasen                                    | 1935–2023     | SPD    | Oberbayern                               |                                                                                        |
| Karl Kling                                     | 1928–2021     | CSU    | Schwaben                                 |                                                                                        |
| Rudolf Kluger                                  | 1935–1984     | CSU    | Memmingen                                | † 16. September 1984                                                                   |
| Hermann Knipfer                                | 1934–2006     | CSU    | Augsburg-Stadt-Ost                       |                                                                                        |
| Konrad Kobler                                  | 1943          | CSU    | Niederbayern                             |                                                                                        |
| Albert Koch                                    | 1921–1995     | SPD    | Oberfranken                              |                                                                                        |
| Hans Kolo                                      | 1937–2022     | SPD    | Oberbayern                               |                                                                                        |
| Carmen König                                   | 1948          | SPD    | Oberbayern                               |                                                                                        |
| Klaus Kopka                                    | 1939–2022     | CSU    | Hof-Ost                                  |                                                                                        |
| Lothar Köster                                  | 1944          | SPD    | Schwaben                                 |                                                                                        |
| Ida Krinner                                    | 1926–2001     | CSU    | Niederbayern                             |                                                                                        |
| Peter Kurz                                     | 1943          | SPD    | Oberbayern                               |                                                                                        |
| August Lang                                    | 1929–2004     | CSU    | Weiden                                   | Staatsminister                                                                         |
| Rolf Langenberger                              | 1939          | SPD    | Nürnberg-Nord                            |                                                                                        |
| Karl Lautenschläger                            | 1933–2005     | CSU    | Aschaffenburg-Ost                        |                                                                                        |
| Ernst Lechner                                  | 1925–2013     | CSU    | Weißenburg                               | Landtagsvizepräsident                                                                  |
| Ewald Lechner                                  | 1926–2011     | CSU    | Dingolfing                               |                                                                                        |
| Hermann Leeb                                   | 1938          | CSU    | Aschaffenburg-West                       |                                                                                        |
| Werner Leiß                                    | 1942          | SPD    | München-Altstadt                         |                                                                                        |
| Heinz Leschanowsky                             | 1932–1992     | CSU    | Mittelfranken                            |                                                                                        |
| Hans Werner Loew                               | 1942          | SPD    | Unterfranken                             |                                                                                        |
| Georg Loibl                                    | 1921–1994     | CSU    | Freyung                                  |                                                                                        |
| Friedrich Loscher-Frühwald                     | 1941          | CSU    | Mittelfranken                            |                                                                                        |
| Hans Lukas                                     | 1935–2017     | CSU    | Oberpfalz                                |                                                                                        |
| Christoph Maier                                | 1931–2021     | CSU    | Erlangen-Land                            |                                                                                        |
| Hans Maier                                     | 1931          | CSU    | Günzburg                                 | Staatsminister                                                                         |
| Gustav Matschl                                 | 1932–2012     | CSU    | München-Bogenhausen                      |                                                                                        |
| Hans Maurer                                    | 1933          | CSU    | Ansbach-Nord                             |                                                                                        |
| Martin Mayer                                   | 1941–2017     | CSU    | München-Land-Nord                        |                                                                                        |
| Heinz Mehrlich                                 | 1942          | SPD    | Unterfranken                             |                                                                                        |
| Christa Meier                                  | 1941–2024     | SPD    | Oberpfalz                                |                                                                                        |
| Gerhard Merkl                                  | 1940–2016     | CSU    | Kelheim                                  |                                                                                        |
| Rainer Messerer                                | 1943          | SPD    | Mittelfranken                            |                                                                                        |
| Albert Meyer                                   | 1926–2020     | CSU    | Haßberge                                 | Staatssekretär                                                                         |
| Ludwig Meyer                                   | 1925–1991     | CSU    | Niederbayern                             | nachgerückt am 1. November 1983 für Dieter Görlitz, ausgeschieden am 31. Dezember 1985 |
| Otto Meyer                                     | 1926–2014     | CSU    | Dillingen                                |                                                                                        |
| Ernst Michl                                    | 1935–2001     | CSU    | Oberbayern                               |                                                                                        |
| Jakob Mittermeier                              | 1939          | CSU    | Erding                                   |                                                                                        |
| Dieter Morgenroth                              | 1945–2010     | CSU    | Oberfranken                              |                                                                                        |
| Willibald Moser                                | 1934–2011     | SPD    | Oberpfalz                                |                                                                                        |
| Siegfried Möslein                              | 1927–2009     | CSU    | Coburg                                   |                                                                                        |
| Herbert Müller                                 | 1944          | SPD    | Schwaben                                 | nachgerückt am 2. Juni 1984 für Alfons Braun                                           |
| Karl-Heinz Müller                              | 1936–2021     | SPD    | Schwaben                                 |                                                                                        |
| Willi Müller                                   | 1936          | CSU    | Oberfranken                              |                                                                                        |
| Alfred Münch                                   | 1947          | SPD    | Oberbayern                               |                                                                                        |
| Karl-Heinz Nätscher                            | 1936          | CSU    | Schweinfurt-Süd                          |                                                                                        |
| Hans-Günter Naumann                            | 1935–2010     | SPD    | München-Giesing                          |                                                                                        |
| Herbert Neder                                  | 1939–2015     | CSU    | Bad Kissingen                            |                                                                                        |
| Franz Neubauer                                 | 1930–2015     | CSU    | Rosenheim-Ost                            | Staatssekretär (bis 1984), Staatsminister (ab 1984)                                    |
| Ambros Neuburger                               | 1925–2002     | SPD    | Unterfranken                             |                                                                                        |
| Josef Niedermayer                              | 1926–2016     | CSU    | Regen                                    |                                                                                        |
| Simon Nüssel                                   | 1924–2015     | CSU    | Bayreuth                                 | Staatssekretär                                                                         |
| Eduard Oswald                                  | 1947          | CSU    | Augsburg-Land-Nord                       |                                                                                        |
| Ursula Pausch-Gruber                           | 1933–1996     | SPD    | Mittelfranken                            |                                                                                        |
| Fritz Pirkl                                    | 1925–1993     | CSU    | Mittelfranken                            | Staatsminister (bis 1984), ausgeschieden am 1. November 1984                           |
| Heinz Pollwein                                 | 1920–2007     | CSU    | Passau-West                              |                                                                                        |
| Bruno Ponnath                                  | 1931–2018     | CSU    | Tirschenreuth                            |                                                                                        |
| Eugen Freiherr von Redwitz                     | 1939          | CSU    | Oberbayern                               |                                                                                        |
| Hermann Regensburger                           | 1940          | CSU    | Ingolstadt                               |                                                                                        |
| Rudi Richter                                   | 1927–2011     | CSU    | Mittelfranken                            |                                                                                        |
| Ludwig Ritter                                  | 1935–2021     | CSU    | Miltenberg                               |                                                                                        |
| Helmut Ritzer                                  | 1938          | SPD    | Mittelfranken                            |                                                                                        |
| Georg Rosenbauer                               | 1941          | CSU    | Mittelfranken                            | nachgerückt am 2. November 1984 für Fritz Pirkl                                        |
| Heinz Rosenbauer                               | 1938–2010     | CSU    | Unterfranken                             | Staatssekretär                                                                         |
| Sieghard Rost                                  | 1921–2017     | CSU    | Nürnberg-Ost                             |                                                                                        |
| Helmut Rothemund                               | 1929–2004     | SPD    | Oberfranken                              | Fraktionsvorsitzender                                                                  |
| Toni Schimpl                                   | 1943–2020     | SPD    | Nürnberg-West                            |                                                                                        |
| Andreas Schlittmeier                           | 1920–2000     | SPD    | Niederbayern                             |                                                                                        |
| Walter Schlosser                               | 1936          | SPD    | Oberbayern                               |                                                                                        |
| Albert Schmid                                  | 1943–2014     | CSU    | Augsburg-Stadt-West                      |                                                                                        |
| Peter Schmidhuber                              | 1931–2020     | CSU    | München-Pasing                           | Staatsminister                                                                         |
| Hilmar Schmitt                                 | 1942          | SPD    | Unterfranken                             |                                                                                        |
| Joachim Schmolcke                              | 1934–2012     | SPD    | München-Schwabing                        |                                                                                        |
| Heinrich Schnell                               | 1933          | SPD    | Mittelfranken                            |                                                                                        |
| Gustl Schön                                    | 1929–1997     | CSU    | Eichstätt                                |                                                                                        |
| Karl Schön                                     | 1931–1989     | CSU    | München-Fürstenried                      |                                                                                        |
| Erich Schosser                                 | 1924–2013     | CSU    | Oberbayern                               |                                                                                        |
| Otto Schuhmann                                 | 1944–2025     | SPD    | Oberfranken                              |                                                                                        |
| Rita Schweiger                                 | 1943          | CSU    | Oberbayern                               |                                                                                        |
| Rolf Seebauer                                  | 1945–2017     | SPD    | Oberbayern                               |                                                                                        |
| Andreas Seehuber                               | 1929–2024     | CSU    | Oberbayern                               |                                                                                        |
| Alfred Seidl                                   | 1911–1993     | CSU    | Fürstenfeldbruck-Ost                     | Alterspräsident                                                                        |
| Erwin Seitz                                    | 1928–2003     | CSU    | Kaufbeuren                               |                                                                                        |
| Klaus Sommerkorn                               | 1941–2010     | SPD    | Mittelfranken                            |                                                                                        |
| Hans Spitzner                                  | 1943          | CSU    | Neumarkt                                 |                                                                                        |
| Barbara Stamm                                  | 1944–2022     | CSU    | Unterfranken                             |                                                                                        |
| Gustav Starzmann                               | 1944–2023     | SPD    | Oberbayern                               |                                                                                        |
| Erwin Stein                                    | 1930–2009     | CSU    | Oberbayern                               |                                                                                        |
| Heinrich Stenglein                             | 1928–1991     | SPD    | Oberfranken                              |                                                                                        |
| Edmund Stoiber                                 | 1941          | CSU    | Miesbach                                 | Staatssekretär                                                                         |
| Franz Josef Strauß                             | 1915–1988     | CSU    | Oberbayern                               | Ministerpräsident                                                                      |
| Max Strehle                                    | 1946          | CSU    | Schwaben                                 |                                                                                        |
| Max Streibl                                    | 1932–1998     | CSU    | Garmisch-Partenkirchen                   | Staatsminister                                                                         |
| Gerold Tandler                                 | 1936          | CSU    | Oberbayern                               | Fraktionsvorsitzender                                                                  |
| Hans Tauber                                    | 1921–2007     | CSU    | Fürth-Land                               |                                                                                        |
| Irmgard Edle von Traitteur                     | 1926          | CSU    | Oberfranken                              |                                                                                        |
| Volker Freiherr Truchseß von und zu Wetzhausen | 1936–2024     | SPD    | Unterfranken                             |                                                                                        |
| Karl Vogele                                    | 1940          | CSU    | Augsburg-Land-Süd                        |                                                                                        |
| Philipp Vollkommer                             | 1928–2017     | CSU    | Bamberg-Land                             |                                                                                        |
| Wilhelm Vorndran                               | 1924–2012     | CSU    | Erlangen-Stadt                           | Staatssekretär                                                                         |
| Georg Freiherr von Waldenfels                  | 1944          | CSU    | Hof-West                                 | Staatssekretär                                                                         |
| Klaus Warnecke                                 | 1943          | SPD    | Oberbayern                               |                                                                                        |
| Max Weber                                      | 1931–2022     | SPD    | München-Moosach                          |                                                                                        |
| Manfred Weiß                                   | 1944–2017     | CSU    | Roth                                     |                                                                                        |
| Richard Wengenmeier                            | 1928–2002     | CSU    | Marktoberdorf                            |                                                                                        |
| Heinz Wenger                                   | 1939–2018     | CSU    | Oberbayern                               | nachgerückt am 30. Juli 1986 für den verstorbenen Norbert Kellnberger                  |
| Franz Xaver Werkstetter                        | 1933–2023     | CSU    | Berchtesgadener Land                     |                                                                                        |
| Otto Werner                                    | 1937–2010     | SPD    | Schwaben                                 |                                                                                        |
| Peter Widmann                                  | 1930–2012     | CSU    | Weilheim                                 |                                                                                        |
| Otto Wiesheu                                   | 1944          | CSU    | Freising                                 |                                                                                        |
| Paul Wilhelm                                   | 1935–2008     | CSU    | Oberbayern                               |                                                                                        |
| Christian Will                                 | 1927–2019     | CSU    | Würzburg-Land                            |                                                                                        |
| Günter Wirth                                   | 1940          | SPD    | Schwaben                                 |                                                                                        |
| Xaver Wolf                                     | 1937–2017     | SPD    | Oberpfalz                                |                                                                                        |
| Paul Wünsche                                   | 1922–2016     | CSU    | Bamberg-Stadt                            |                                                                                        |
| Marianne Würdinger                             | 1934          | CSU    | Niederbayern                             |                                                                                        |
| Edgar Würth                                    | 1931–2022     | CSU    | Schwaben                                 |                                                                                        |
| Walter Zeißner                                 | 1928–2016     | CSU    | Main-Spessart                            |                                                                                        |
| Otto Zeitler                                   | 1944          | CSU    | Nabburg                                  |                                                                                        |
| Alfons Zeller                                  | 1945          | CSU    | Sonthofen                                |                                                                                        |
| Hermann Zenz                                   | 1926–2009     | CSU    | München-Land-Süd                         |                                                                                        |
| Dietmar Zierer                                 | 1943–2015     | SPD    | Oberpfalz                                |                                                                                        |